# Gelanesh Haddis
Gelanesh Haddis, ou Gelanesh Hadis, née en 1896, morte en 1986, est une poète, une érudite et une enseignante  de la communauté orthodoxe éthiopienne. Elle est connue pour son habileté à manier le style éthiopien de poésie appelé qené. Aveugle, elle a diffusé et transmis cette connaissance pendant plusieurs décennies.

## Biographie
Gelanesh Haddis est née à Silalo, dans la province éthiopienne de Godjam, en 1896. Son père, Haddis Kinan, était un expert dans un type de poésie éthiopienne appelé qené. À l'âge de huit ans, Gelanesh Haddis perd la vue. Son père lui enseigne le qené, une transmission vers une jeune fille assez  inhabituelle à l”époque.
Le qené est un genre de poésie courte qui requiert une grande connaissance de la langue et de l'écriture guèze, du contexte culturel  de l’Abyssinie et des textes de la religion orthodoxe. La communauté orthodoxe éthiopienne associe à la fois une tradition ancienne de l’écrit et de l’oralité, ce qui a marqué son patrimoine culturel. Les aveugles hommes s’intégraient assez facilement dans la vie intellectuelle de cette église, bénéficiant de titres et d’une rémunération,, et leur présence dans la hiérarchie de cette église avaient d’ailleurs surpris, au XVIe siècle l’explorateur  Francisco Álvares,.
Gelanesh Haddis commence à enseigner aux côtés de son père à l'école de Silalo. Pendant l'invasion italienne de l'Éthiopie, son père est exécuté par les forces armées occupantes.
Après la mort de son père, Haddis reprend seule l’enseignement. Plus de deux mille élèves assistent à cet enseignement  au cours de sa carrière. Elle a brisé les barrières entre les sexes en devenant la première ou l'une des premières enseignantes de qené, un rôle qui était habituellement réservé aux hommes et ses apports ont marqué cette communauté orthodoxe éthiopienne,. 
Elle meurt en 1986,. En son souvenir, un musée a été créé à Bahir Dar, sur les rives du lac Tana, où les visiteurs peuvent consulter ses poèmes.